# Йоко (мультсериал)
Йоко (англ. Yoko) — анимационный сериал российско-испано-британского производства. Мультсериал создается при совместной работе испанских студий — Somuga, Dibulitoon и российской Wizart Animation. Сериал транслируется с 2015 года на ТВ и онлайн платформах,

## Сюжет
Митя, Майя и Вик — три маленьких друга, которые любят проводить свободное время в городском парке, где они знакомятся с Йоко. Герои встречают его каждый раз, когда играют в парке, а Йоко, используя магию, превращает простые детские игры в полноценные приключения.

## Персонажи
- Йоко[1] — Магическое создание, проживающее в городском парке. Тело Йоко покрыто мягкой жёлтой шерстью, на голове имеется два длинных уха, напоминающих заячьи, на лице почти всегда плавает улыбка. Йоко очень добр, дружелюбен и застенчив. Его любимое занятие — играть. Также у Йоко наблюдается необъяснимая страсть к воздушным шарикам. В эпизоде «Первый день в парке», старушка, пришедшая на открытие парка, рассказывает детям легенду о духе игры Йоко. Он является только тем детям, которые действительно любят играть. В этом же эпизоде Митя, Мая и Вик играют вместе и впервые встречаются и знакомятся с Йоко[2].
- Вик[3] — шестилетний умник. Самый смышленый и эрудированный среди всех друзей. Его яркой особенностью является то, что он знает правила любой игры. Из-за характерной Вику застенчивости, ему сложно дается знакомство с новыми людьми, в частности с Митей и Маей. Вик обожает баскетбол, но он, как и другие виды спорта, сложно ему дается. В процессе игры, он может растеряться, не поспевая за более энергичными товарищами. Однако, Вик показывает себя совершенно иначе, когда включается в игру, или же его друзьям грозит опасность[4].
- Майя — четырехлетняя очаровашка. Единственная девочка в компании главных героев . Она очень любит природу и все, что с ней связано, особенно тепло относится к Йоко. Знает все о походах и обожает в них ходить. Будучи единственной девочкой в мужской компании, старается ни в чём не отставать от мальчиков. С этой задачей она каждый раз успешно справляется, зачастую, оказываясь на шаг впереди мальчиков. Майя отличается ответственностью, к любому делу подходит серьезно и основательно. В этом ей помогает её тележка, где всегда находится все необходимое[5].
- Митя[6] — заводной пятилетний сорванец. Самый задорный, озорной и активный среди ребят. Митя любит все, что связано со спортом, соперничеством и активным отдыхом. Считает себя самым быстрым мальчиков в парке, не любит проигрывать. Несмотря на бойкий характер, есть вещи, которые все-таки могут расстроить или напугать Митю — это пауки и дурно пахнущие вещи[7].
- Тетя Маша[8] — смотритель парка. Зрелая, надежная и ответственная женщина, работающая в парке. Она не только трепетно ухаживает за парком, но и принимает важные решения, связанные с его благоустройством. Всегда помогает детям советом и делом. На территории парка у Тети Маши есть небольшой домик, где хранится все необходимое для её работы. Она не верит в Йоко, несмотря на то, что часто становится свидетелем его магических шалостей[9].

## Озвучивание
| Актёр                                                            | Роль                     |
| ---------------------------------------------------------------- | ------------------------ |
| Архип Лебедев                                                    | Вик (1 сезон)            |
| Андрей Янайт                                                     | Вик (40—52 серии)        |
| Тихон Ефименко                                                   | Вик (2 сезон)            |
| Василиса Эльдарова                                               | Майя (1 сезон)           |
| Алиса Ефименко                                                   | Майя (2 сезон)           |
| Владимир Войтюк                                                  | Митя (1 сезон)           |
| Степан Середа                                                    | Митя (2 сезон)           |
| Светлана Пермякова                                               | Тётя Маша                |
| Алексей Войтюк, Анастасия Лапина, Елена Шульман, Даниил Эльдаров | Второстепенные персонажи |

## Создатели
- Авторы идеи — Кевин Стредер, Эдорта Баррауэтебена.
- Режиссёры — Хуанхо Элорди, Джалиль Ризванов, Джуанма Санчес, Ришат Гильметдинов.
- Сценаристы — Энди Еркес, Евгения Голубева, Лев Мурзенко, Эдорта Баррауэтебена.
- Композиторы — Майкл Ричард Плоумэн, Василий Филатов.
- Художники-постановщики — Николай Лобзов, Лена Прозорова.
- Продюсеры — Хуанхо Элорди, Юрий Москвин, Александр Миргородский, Юрра Теллерия, Тетчер Майнс, Рикардо Рамон.
- Производство студии  ООО "визарт фильм", 'Somuga productora", "dibuli toon Studios", "RTVE", "ETB", "Yoko Dibulitoon"
- При поддержке  "домисолька детский музыкальный центр"

## Список эпизодов

### Первый сезон
| № серии | Официальное название               | Дата выхода      | № серии | Официальное название                          | Дата выхода     |
| ------- | ---------------------------------- | ---------------- | ------- | --------------------------------------------- | --------------- |
| 1       | Первый день в парке                | 2 сентября 2015  | 27      | С Днём Рождения, Йоко                         | 23 декабря 2016 |
| 2       | Вперёд, в поход!                   | 2 сентября 2015  | 28      | Будь, что будет                               | 5 января 2017   |
| 3       | Замок Майи                         | 2 сентября 2015  | 29      | Как в сказке                                  | 13 января 2017  |
| 4       | Весёлый субботник                  | 3 сентября 2015  | 30      | Большая стройка                               | 27 марта 2017   |
| 5       | В поисках сокровищ                 | 4 сентября 2015  | 31      | Взрослые                                      | 31 марта 2017   |
| 6       | Двойные прятки                     | 11 сентября 2015 | 32      | Воздушный змей                                | 7 апреля 2017   |
| 7       | Зимняя страна чудес                | 17 сентября 2015 | 33      | Большой секрет                                | 14 апреля 2017  |
| 8       | Идеальная зверушка                 | 25 сентября 2015 | 34      | Древо жизни                                   | 21 апреля 2017  |
| 9       | Подводные приключения              | 2 октября 2015   | 35      | Компьютерная игра Йоко (с замедленной серией) | 5 мая 2017      |
| 10      | Космические салочки                | 9 октября 2015   | 36      | Следующий день рождения                       | 12 мая 2017     |
| 11      | Вик на льду (с замедленной серией) | 16 октября 2015  | 37      | Снежки                                        | 19 мая 2017     |
| 12      | Бумажные самолётики                | 23 октября 2015  | 38      | Необитаемый остров (с замедленной серией)     | 2 июня 2017     |
| 13      | Самый лучший динозавр              | 30 октября 2015  | 39      | Цирк, Цирк, Цирк!                             | 23 июня 2017    |
| 14      | Новый мяч                          | 4 декабря 2015   | 40      | Идеальный пикник                              | 6 июля 2018     |
| 15      | Цвета (позже с замедленной серией) | 11 декабря 2015  | 41      | Зарядка Йоко                                  | 8 июня 2018     |
| 16      | Старые игрушки                     | 18 декабря 2015  | 42      | Настоящие шпионы                              | 27 апреля 2018  |
| 17      | Новые друзья                       | 25 декабря 2015  | 43      | Невероятные зимние приключения                | 2 марта 2018    |
| 18      | Наша Даша                          | 2 января 2016    | 44      | Смотрители парка                              | 16 марта 2018   |
| 19      | Наперегонки (с замедленной серией) | 8 января 2016    | 45      | Вик — герой дня!                              | 25 мая 2018     |
| 20      | Дождливый день                     | 15 января 2016   | 46      | А ну-ка, все дружно!                          | 20 июля 2018    |
| 21      | Робот                              | 22 января 2016   | 47      | Двойники                                      | 17 августа 2018 |
| 22      | Приключения в пирамиде             | 24 мая 2016      | 48      | Чем пахнет?                                   | 30 марта 2018   |
| 23      | Маленькое сафари                   | 17 июня 2016     | 49      | Тележка Майи                                  | 11 мая 2018     |
| 24      | Ковбои в ЙОКО-Парке                | 8 июля 2016      | 50      | Очень открытый космос                         | 12 апреля 2018  |
| 25      | Маленькие находки                  | 23 июля 2016     | 51      | Тучки набежали                                | 22 июня 2018    |
| 26      | Маскарад                           | 23 августа 2016  | 52      | Один за всех, и все за одного                 | 3 августа 2018  |

### Второй сезон
| № серии | Официальное название           | Дата выхода      |
| ------- | ------------------------------ | ---------------- |
| 53      | Пчёлки                         | 9 октября 2019   |
| 54      | Спокойствие только спокойствие | 15 октября 2019  |
| 55      | 5 поросят                      | 23 октября 2019  |
| 56      | Инспектор в парке              | 30 октября 2019  |
| 57      | Снова в школу                  | 6 ноября 2019    |
| 58      | Всё дело в пропорции           | 13 ноября 2019   |
| 59      | Обыкновенное спасение          | 20 ноября 2019   |
| 60      | Лучшая игрушка в мире          | 27 ноября 2019   |
| 61      | Спокойной ночи, мишка          | 4 декабря 2019   |
| 62      | Митин динозавр                 | 11 декабря 2019  |
| 63      | Пьеса                          | 18 декабря 2019  |
| 64      | Тайный друг                    | 25 декабря 2019  |
| 65      | Главный приз                   | 3 января 2020    |
| 66      | Служба доставки                | 14 января 2020   |
| 67      | Вот инфузория                  | 22 сентября 2022 |
| 68      | Опасное время суток            | 24 сентября 2024 |
| 69      | Страшилки                      | 25 октября 2024  |
| 70      | Зимние приключения             | 13 декабря 2024  |
| 71      | Спасение Земли                 | 21 февраля 2025  |
| 72      | Наступила весна!               | 7 марта 2025     |
| 73      | Каникулы                       | 28 марта 2025    |
| 74      | Шахматы                        | 11 июля 2025     |
| 75      | Находка века                   | 4 апреля 2025    |
| 76      | ТВА                            | ТВА              |
| 77      | ТВА                            |                  |
| 78      | ТВА                            |                  |
| 79      |                                |                  |
| 80      |                                |                  |
| 81      |                                |                  |
| 82      |                                |                  |
| 83      |                                |                  |
| 84      |                                |                  |
| 85      |                                |                  |
| 86      |                                |                  |
| 87      |                                |                  |
| 88      |                                |                  |
| 89      |                                |                  |
| 90      |                                |                  |
| 91      |                                |                  |
| 92      |                                |                  |
| 93      |                                |                  |
| 94      |                                |                  |
| 95      |                                |                  |
| 96      |                                |                  |
| 97      |                                |                  |
| 98      |                                |                  |
| 99      |                                |                  |
| 100     |                                |                  |
| 101     |                                |                  |
| 102     |                                |                  |
| 103     |                                |                  |
| 104     |                                |                  |

## Награды
- Мультсериал «Йоко» награждён в рамках 20-го открытого фестиваля анимационного кино в Суздале, в номинации «Сериал с наибольшим международным потенциалом»[10].